# Smolensk
Smolensko o Esmolensco, tradicionalmente en español Esmolensko, (en ruso: Смоленск) es una ciudad en la Rusia occidental, a orillas del río Dniéper, y es la capital administrativa de la óblast de Smolensk. Dentro de su provincia, la ciudad se ubica geográficamente en el centro del raión de Smolensk, del cual alberga la sede administrativa; sin embargo, la ciudad no pertenece al raión y forma una unidad administrativa y municipal directamente subordinada a la provincia. Su población en 2003 era de 351 100 habitantes (320 170 en el censo de 2021).
Situada a 360 kilómetros al suroeste de Moscú, esta ciudad amurallada ha sido destruida varias veces a lo largo de la historia debido a que se encontraba en la ruta de invasión de diferentes enemigos, desde lo que fue el Imperio mongol hasta la Alemania nazi de Adolf Hitler.

## Historia

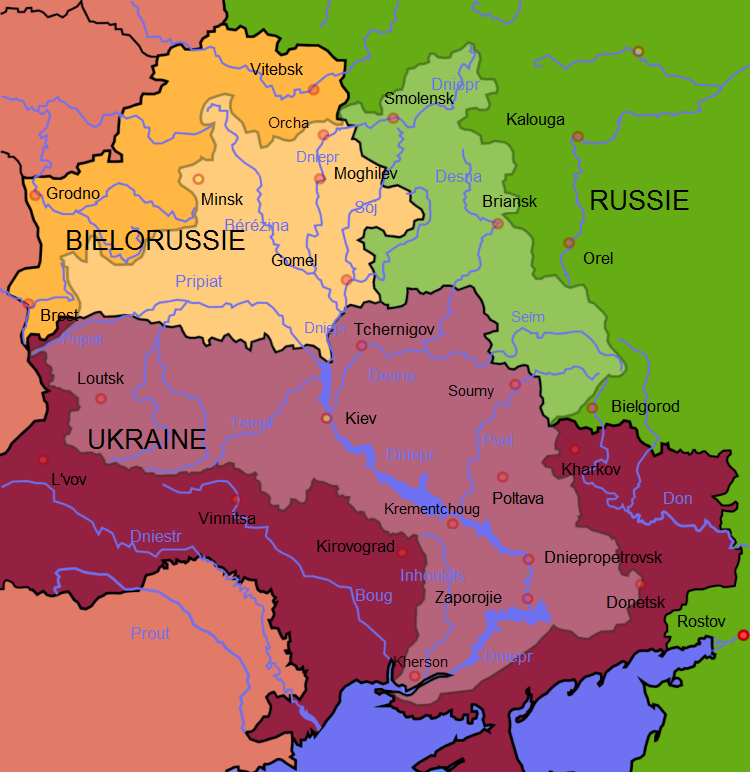
Mapa del río Dniéper en el que aparece en su curso alto, Smolensk

### Etimología
El nombre de la ciudad deriva del nombre del arroyo Smolnya. El origen de este hidrónimo es menos claro. Una posibilidad se encuentra en la palabra eslava para tierras negras, que fueron coloreadas por las aguas del Smolnya. Otra alternativa es la palabra rusa smolá, que significa resina y brea.

### Orígenes medievales
Smolensko es una de las ciudades más antiguas de Rusia, cuando era un asentamiento comercial fortificado. La primera mención data de 863, dos años después de la fundación de la Rus de Kiev. Según la Crónica de Néstor, Smolensk era la capital de los Kríviches. En 882 fue tomada por Oleg de Nóvgorod, en su paso de Nóvgorod a Kiev. El pueblo ya había sido tomado 2 décadas antes por los capitanes varegos Askold y Dir, cuando en su marcha a Kiev decidieron hacerse con la ciudad y su gran población.
La primera mención extranjera fue del Emperador Constantino Porfirogéneta. En De Administrando Imperio (c. 950) describe Smolensko como una pieza clave en la ruta de los varegos a los griegos.
El principado de Smolensk fue fundado en 1054. Por su posición central en las tierras rusas, la ciudad se desarrolló rápidamente. A finales del siglo XII el principado era uno de los más fuertes de la Europa Oriental, siendo así que la dinastía de Smolensk controlaba el trono de la Rus de Kiev. Numerosas iglesias fueron erigidas en ese tiempo, incluyendo la de San Pedro y Pablo y la de San Juan Bautista. La más notable es una que se llama Svírskaya; fue admirada por sus contemporáneos como la estructura más bella de la Rus.

### Entre la Rusia Imperial y la República de las Dos Naciones
Aunque vencida por los ejércitos mongoles en 1240, y debiendo pagar tributo a la Horda de Oro, Smolensko gradualmente se convirtió en un conflicto entre el Gran Ducado de Lituania y el Principado de Moscú. Fue tomada por Vitautas de Lituania en 1395, 1404 y 1408. Después de la incorporación al Gran Ducado, algunos boyardos de Smolensk (p. ej. los Sapiehas) se mudaron a Vilna; los descendientes de los príncipes (p. ej., los Tatischev, Kropotkin, Músorgski, Viázemski) huyeron a Moscú.
Con una población de 10 000 personas, Smolensko se convirtió en la ciudad más grande de la Lituania del siglo XV. Tres regimientos de Smolensk fueron decisivos en la batalla de Grunwald en contra de Orden Teutónica. Lituania sufrió un severo golpe cuando fue reconquistada por Basilio III de Moscú en 1514.
Para repeler los ataques de Polonia-Lituania, Borís Godunov fortificó la ciudad. El kremlin de piedra fue construido entre 1597 y 1602. Es el más grande de Rusia. Sus fuertes paredes y numerosas torres de vigilancia no evitaron que la mancomunidad se apoderara en 1611, después de un largo asedio de veinte meses, durante el Tiempo de problemas y la guerra ruso-polaca. La debilitada Moscovia cedió el principado a la mancomunidad en la Tregua de Deulino y por los siguientes 43 años fue la capital de la Voivodia de Smolensk. Para recuperar la ciudad, Moscovia lanzó la "Guerra de Smolensk" contra la mancomunidad en 1632. Después de la terrible derrota sufrida a manos del rey Ladislao IV de Polonia, la ciudad se quedó en manos de la mancomunidad. Las hostilidades se reanudaron en 1654 con una nueva guerra ruso-polaca cuando la mancomunidad fue sacudida por Rebelión de Jmelnytsky y la invasión sueca. Después de otro asedio, el 23 de septiembre de 1654 Smolensk pasó a dominio ruso. En 1667 por el Tratado de Andrúsovo la República de las Dos Naciones finalmente renunció a Smolensko.

### Historia moderna

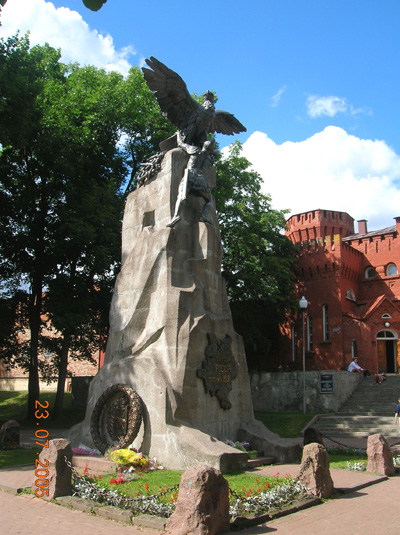
Monumento de las Águilas.

Smolensk ha sido un lugar especial para los rusos por muchas razones, y no menos por el hecho de que su catedral alberga uno de los iconos ortodoxos más venerados que se atribuye a San Lucas. La construcción de la nueva catedral de la Asunción fue un gran proyecto que tardó más de un siglo en completarse. A pesar de irse hundiendo lentamente en una depresión económica, Smolensko fue valorada aún por los zares como fortaleza clave para la defensa de la ruta a Moscú. Se convirtió en la capital de Guberniya en 1708.

#### Invasión napoleónica
En agosto de 1812, dos de los mayores ejércitos que se hayan reunido jamás se enfrentaron en Smolensko. Durante la reñida batalla, descrita por León Tolstói en Guerra y Paz, Napoleón entró en la ciudad.
En agosto se libraron dos de las más grandes batallas por parte de la Grande Armée. Se estimaron unas pérdidas totales de 30 000 hombres en esta batalla.
En 1912, se erigió en el centro de Smolensko el monumento de las Águilas en el centenario de la Invasión napoleónica de Rusia.

#### Revolución de octubre
Inmediatamente después de la Revolución de Octubre, cuando Bielorrusia estaba aún ocupada por las fuerzas alemanas, Smolensko se convirtió en un destacado centro de la vida política de Bielorrusia, aunque manteniéndose administrativamente como parte de Rusia. En 1918, las fuerzas de ocupación alemanas declararon la Gobernación de Smolensk como parte constituyente de la República Popular Bielorrusa, que duró menos de un año. El 2 de enero de 1919 se proclamó en Smolensko la República Socialista Soviética de Bielorrusia, pero su gobierno se trasladó a Minsk varios meses después, tan pronto como las fuerzas polacas fueron expulsadas de la capital bielorrusa.

#### Segunda Guerra Mundial
Durante la Segunda Guerra Mundial, Smolensko fue elegido de nuevo por la historia como un escenario para una más de sus batallas: la batalla de Smolensko. La ciudad fue capturada por los alemanes el 16 de julio de 1941. La primera contraofensiva soviética contra el ejército alemán se lanzó aquí en agosto de 1941, pero fracasó. Sin embargo, las limitadas victorias soviéticas en las batallas a las afueras de la ciudad en agosto de 1941 detuvieron el avance alemán durante dos meses cruciales. Esto permitió fundamentalmente salvar Moscú y, gracias a la victoria del Ejército Rojo allí, ganar la Gran Guerra Patria.
El campamento 126 fue instalado cerca de Smolensko, siendo Boris Menshagin alcalde de Smolensko en ese momento y Boris Bazilevskii teniente de alcalde. Ambos serían testigos clave en los juicios de Núremberg sobre la matanza de Katyn.
Más del 93% de la ciudad fue destruida durante los combates. El icono de la antigua catedral se perdió para siempre. La ciudad fue finalmente liberada el 25 de septiembre de 1943. No es de extrañar que el título de ciudad heroica le fuera otorgado a Smolensk 40 años después de la guerra.
Después de que los alemanes tomaran la ciudad en 1941, estos encontraron los archivos intactos del Comité del Partido Comunista del óblast de Smolensk, el llamado Archivo de Smolensk. El archivo fue trasladado a Alemania, y una parte significativa del mismo terminó en los Estados Unidos, ofreciendo a los estudiosos occidentales y los especialistas en inteligencia información única sobre el funcionamiento local del gobierno soviético durante sus primeras dos décadas. Los archivos fueron devueltos a Rusia por los Estados Unidos en 2002.

#### Accidente aéreo de abril de 2010

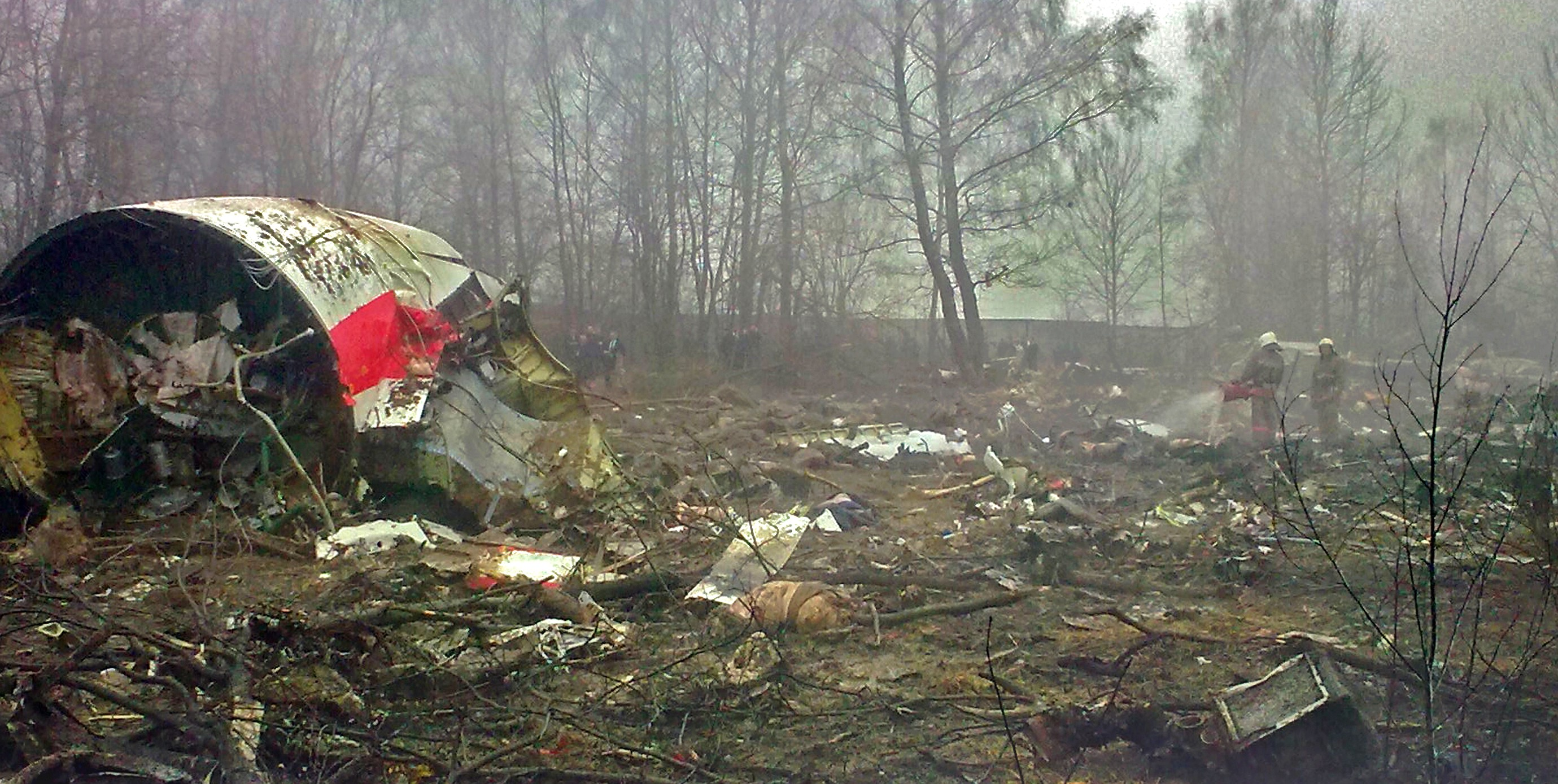
Los restos del accidente de Tu-154 polaco poco después del desastre aéreo de Smolensk de 2010.

El 10 de abril de 2010, el avión presidencial en el que viajaban el Presidente de Polonia Lech Kaczynski, varios diputados, militares y otras autoridades del país para acudir a los actos de conmemoración de la matanza de Katyn se estrelló en las proximidades de la base aérea de Smolensk, causando la muerte de todos sus ocupantes.

#### Actualidad
En junio de 2013, los arqueólogos de la Academia Rusa de Ciencias descubrieron y desenterraron los templos antiguos en Smolensk, que datan de mediados y la segunda mitad del siglo XII, construidos en la margen izquierda del río Dniéper. En aquel entonces, la ciudad era la capital del principado de Smolensk.
En septiembre de 2013, Smolensk celebró ampliamente su 1.150 aniversario con fondos gastados en diferentes proyectos de construcción y renovación en la ciudad. Para celebrarlo, el Banco Central de Rusia emitió monedas conmemorativas hechas de metales preciosos.

## Geografía
La ciudad se encuentra en la Rusia europea, a orillas del curso superior del río Dniéper, que la atraviesa dentro de la meseta de Smolensk, la parte occidental de la meseta de Smolensk-Moscú. El río Dniéper atraviesa la ciudad de este a oeste, dividiéndola en dos partes: la norte (Zadneprove) y la sur (centro). Dentro de la ciudad y sus alrededores, el río recibe varios pequeños afluentes.
En los valles se extienden calles, altas crestas, colinas y cabos que forman la montaña. Smolensk se asienta sobre siete colinas (montañas). El casco antiguo de la ciudad ocupa la alta y accidentada orilla izquierda (sur) del río Dniéper. La zona presenta un terreno ondulado, con numerosos afluentes, arroyos y barrancos.

### Clima
Smolensk tiene un clima continental húmedo (según la clasificación climática de Köppen Dfb) para los estándares europeos, el clima es bastante frío para su latitud 54°N. Su ubicación en el interior calienta las primaveras con relativa rapidez, siendo mayo bastante más templado que septiembre.
| Parámetros climáticos promedio de Smolensk (normales 1991–2020, extremos 1887–presente) | Parámetros climáticos promedio de Smolensk (normales 1991–2020, extremos 1887–presente) | Parámetros climáticos promedio de Smolensk (normales 1991–2020, extremos 1887–presente) | Parámetros climáticos promedio de Smolensk (normales 1991–2020, extremos 1887–presente) | Parámetros climáticos promedio de Smolensk (normales 1991–2020, extremos 1887–presente) | Parámetros climáticos promedio de Smolensk (normales 1991–2020, extremos 1887–presente) | Parámetros climáticos promedio de Smolensk (normales 1991–2020, extremos 1887–presente) | Parámetros climáticos promedio de Smolensk (normales 1991–2020, extremos 1887–presente) | Parámetros climáticos promedio de Smolensk (normales 1991–2020, extremos 1887–presente) | Parámetros climáticos promedio de Smolensk (normales 1991–2020, extremos 1887–presente) | Parámetros climáticos promedio de Smolensk (normales 1991–2020, extremos 1887–presente) | Parámetros climáticos promedio de Smolensk (normales 1991–2020, extremos 1887–presente) | Parámetros climáticos promedio de Smolensk (normales 1991–2020, extremos 1887–presente) | Parámetros climáticos promedio de Smolensk (normales 1991–2020, extremos 1887–presente) |
| Mes                                                                                     | Ene.                                                                                    | Feb.                                                                                    | Mar.                                                                                    | Abr.                                                                                    | May.                                                                                    | Jun.                                                                                    | Jul.                                                                                    | Ago.                                                                                    | Sep.                                                                                    | Oct.                                                                                    | Nov.                                                                                    | Dic.                                                                                    | Anual                                                                                   |
| --------------------------------------------------------------------------------------- | --------------------------------------------------------------------------------------- | --------------------------------------------------------------------------------------- | --------------------------------------------------------------------------------------- | --------------------------------------------------------------------------------------- | --------------------------------------------------------------------------------------- | --------------------------------------------------------------------------------------- | --------------------------------------------------------------------------------------- | --------------------------------------------------------------------------------------- | --------------------------------------------------------------------------------------- | --------------------------------------------------------------------------------------- | --------------------------------------------------------------------------------------- | --------------------------------------------------------------------------------------- | --------------------------------------------------------------------------------------- |
| Temp. máx. abs. (°C)                                                                    | 9.3                                                                                     | 9.0                                                                                     | 19.4                                                                                    | 28.0                                                                                    | 30.6                                                                                    | 33.3                                                                                    | 34.5                                                                                    | 37.2                                                                                    | 29.5                                                                                    | 24.8                                                                                    | 14.6                                                                                    | 9.8                                                                                     | 37.2                                                                                    |
| Temp. máx. media (°C)                                                                   | -3.5                                                                                    | -2.6                                                                                    | 3.0                                                                                     | 11.7                                                                                    | 18.3                                                                                    | 21.5                                                                                    | 23.6                                                                                    | 22.3                                                                                    | 16.6                                                                                    | 9.2                                                                                     | 2.0                                                                                     | -2.1                                                                                    | 10.0                                                                                    |
| Temp. media (°C)                                                                        | -5.8                                                                                    | -5.5                                                                                    | -0.8                                                                                    | 6.7                                                                                     | 12.7                                                                                    | 16.1                                                                                    | 18.2                                                                                    | 16.7                                                                                    | 11.4                                                                                    | 5.5                                                                                     | -0.2                                                                                    | -4.2                                                                                    | 5.9                                                                                     |
| Temp. mín. media (°C)                                                                   | -8.4                                                                                    | -8.6                                                                                    | -4.3                                                                                    | 2.0                                                                                     | 7.3                                                                                     | 10.8                                                                                    | 13.1                                                                                    | 11.8                                                                                    | 7.1                                                                                     | 2.3                                                                                     | -2.4                                                                                    | -6.4                                                                                    | 2.0                                                                                     |
| Temp. mín. abs. (°C)                                                                    | -37.9                                                                                   | -36.8                                                                                   | -28.1                                                                                   | -15.9                                                                                   | -5.4                                                                                    | -0.7                                                                                    | 4.4                                                                                     | 0.3                                                                                     | -4.4                                                                                    | -12.8                                                                                   | -23.8                                                                                   | -35.2                                                                                   | -37.9                                                                                   |
| Precipitación total (mm)                                                                | 48                                                                                      | 45                                                                                      | 44                                                                                      | 39                                                                                      | 73                                                                                      | 82                                                                                      | 88                                                                                      | 84                                                                                      | 61                                                                                      | 71                                                                                      | 57                                                                                      | 51                                                                                      | 743                                                                                     |
| Días de lluvias (≥ 1 mm)                                                                | 9                                                                                       | 8                                                                                       | 10                                                                                      | 15                                                                                      | 17                                                                                      | 18                                                                                      | 16                                                                                      | 16                                                                                      | 16                                                                                      | 18                                                                                      | 15                                                                                      | 11                                                                                      | 169                                                                                     |
| Días de nevadas (≥ 1 mm)                                                                | 25                                                                                      | 22                                                                                      | 16                                                                                      | 5                                                                                       | 1                                                                                       | 0                                                                                       | 0                                                                                       | 0                                                                                       | 1                                                                                       | 4                                                                                       | 15                                                                                      | 23                                                                                      | 112                                                                                     |
| Horas de sol                                                                            | 47                                                                                      | 75                                                                                      | 123                                                                                     | 178                                                                                     | 249                                                                                     | 271                                                                                     | 259                                                                                     | 231                                                                                     | 156                                                                                     | 91                                                                                      | 35                                                                                      | 24                                                                                      | 1739                                                                                    |
| Humedad relativa (%)                                                                    | 87                                                                                      | 84                                                                                      | 78                                                                                      | 69                                                                                      | 69                                                                                      | 75                                                                                      | 77                                                                                      | 79                                                                                      | 83                                                                                      | 85                                                                                      | 89                                                                                      | 89                                                                                      | 80                                                                                      |
| Fuente n.º 1: Pogoda.ru.net                                                             |                                                                                         |                                                                                         |                                                                                         |                                                                                         |                                                                                         |                                                                                         |                                                                                         |                                                                                         |                                                                                         |                                                                                         |                                                                                         |                                                                                         |                                                                                         |
| Fuente n.º 2: NOAA (horas de sol 1961–1990)                                             |                                                                                         |                                                                                         |                                                                                         |                                                                                         |                                                                                         |                                                                                         |                                                                                         |                                                                                         |                                                                                         |                                                                                         |                                                                                         |                                                                                         |                                                                                         |

## Demografía
Durante los s. XI y XII, Smolensko se encontraba entre las ciudades más populosas de Europa.
| Año       | 1897   | 1899   | 1926   | 1939    | 1959    | 1970    | 1975    | 2005    | 2015    | 2021    |
| --------- | ------ | ------ | ------ | ------- | ------- | ------- | ------- | ------- | ------- | ------- |
| Población | 46.900 | 56.400 | 79.000 | 157.000 | 147.000 | 211.000 | 250.000 | 316.500 | 329.200 | 320.170 |

## Smolensko hoy

### Economía

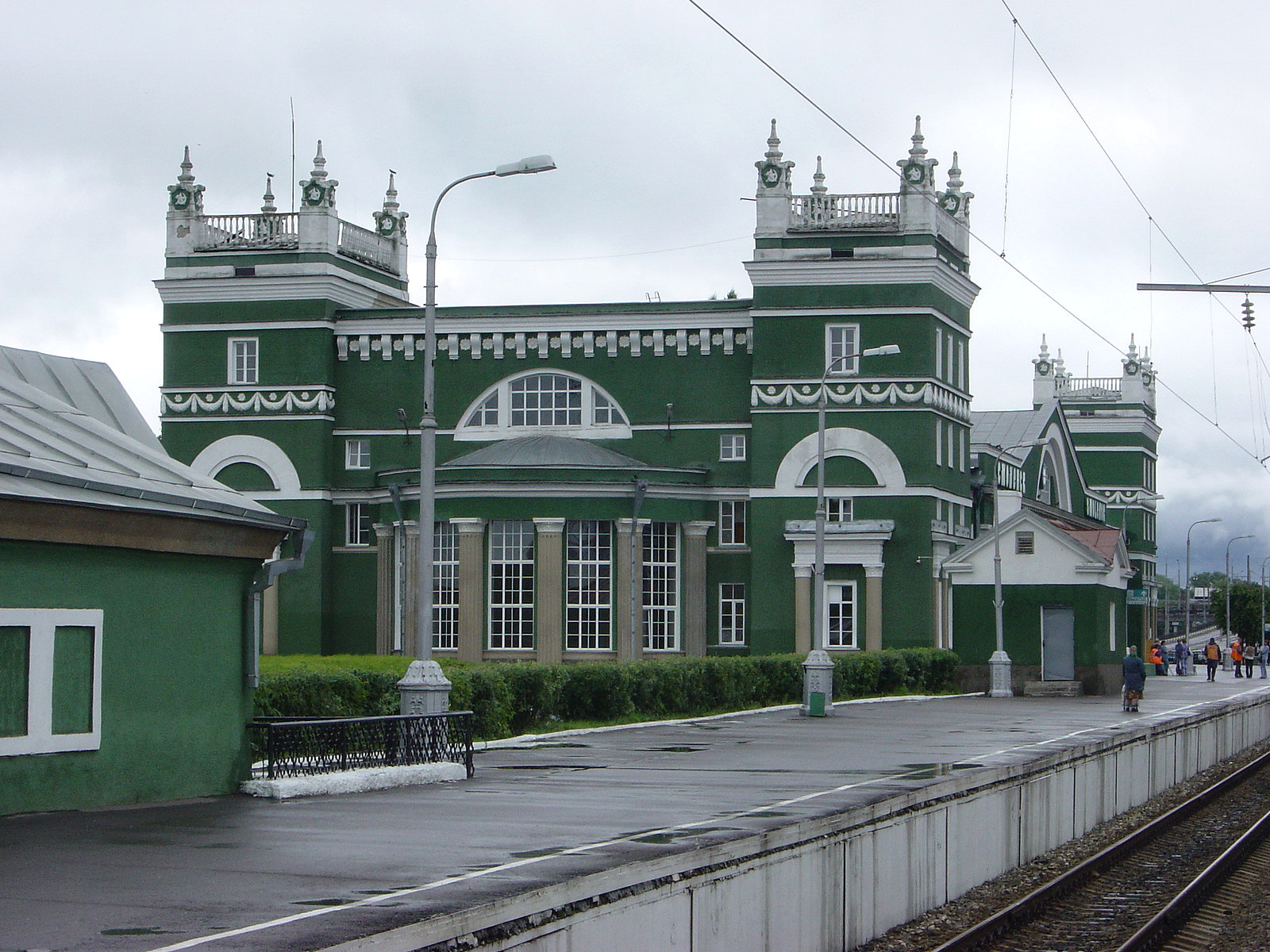
Estación ferroviaria de Smolensk.

La ciudad es un importante nudo ferroviario y un destacado centro comercial, cultural e industrial. En su industria predominan los productos para la construcción de carreteras, la maquinaria, los textiles y los productos alimenticios. Las construcciones de carácter histórico de la ciudad son dos iglesias del siglo XII y la catedral de la Asunción (siglos XVII y XVIII).

## Smolensko en fotografías
Tomadas por Serguéi Mijáilovich Prokudin-Gorskii en 1912

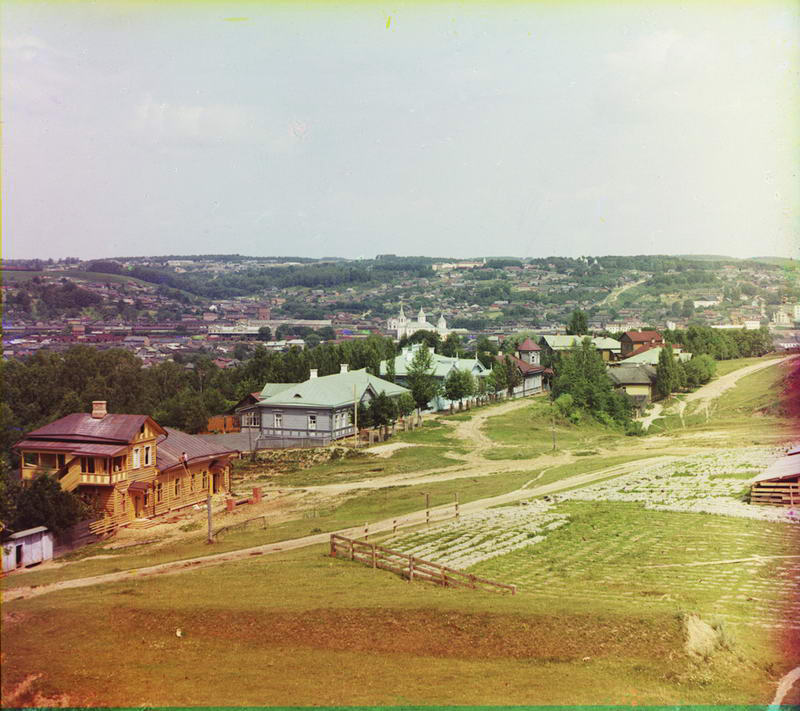
La parte noroccidental desde el campanario de la Catedral de la Asunción
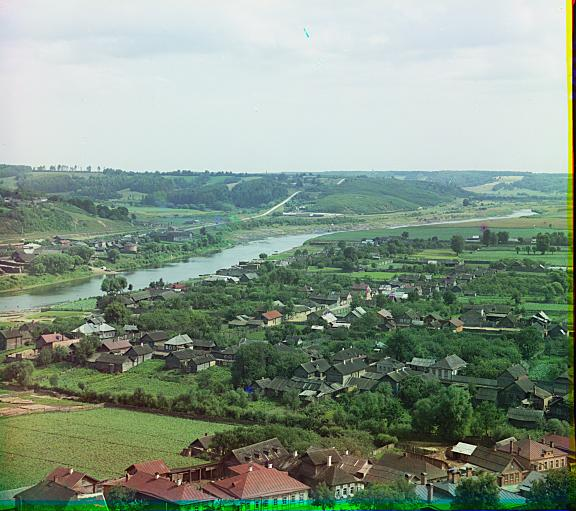
Vista del río Dniéper desde la torre Veseluja
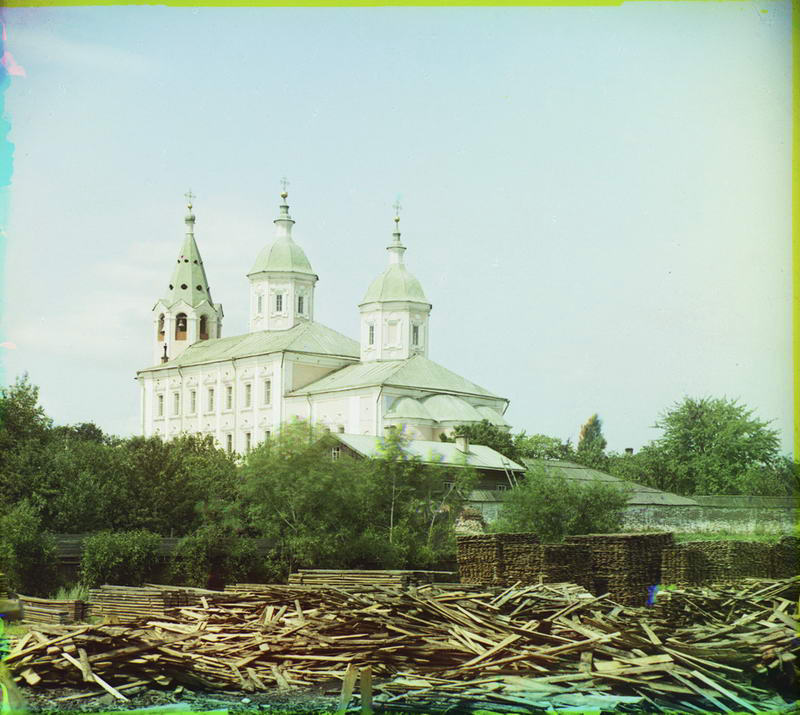
Iglesia de San Pedro y San Pablo (del siglo XII)
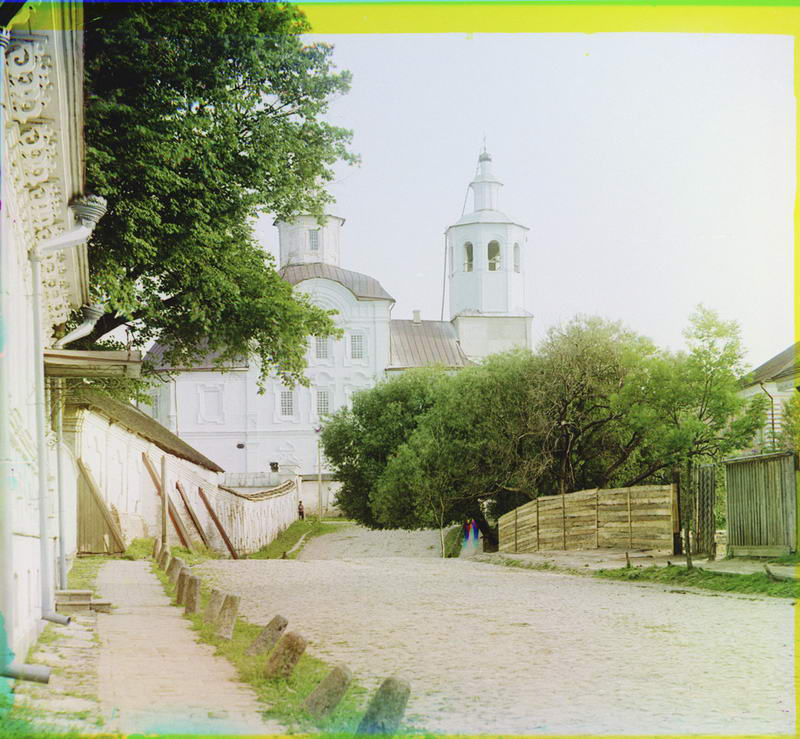
Monasterio de Abraham
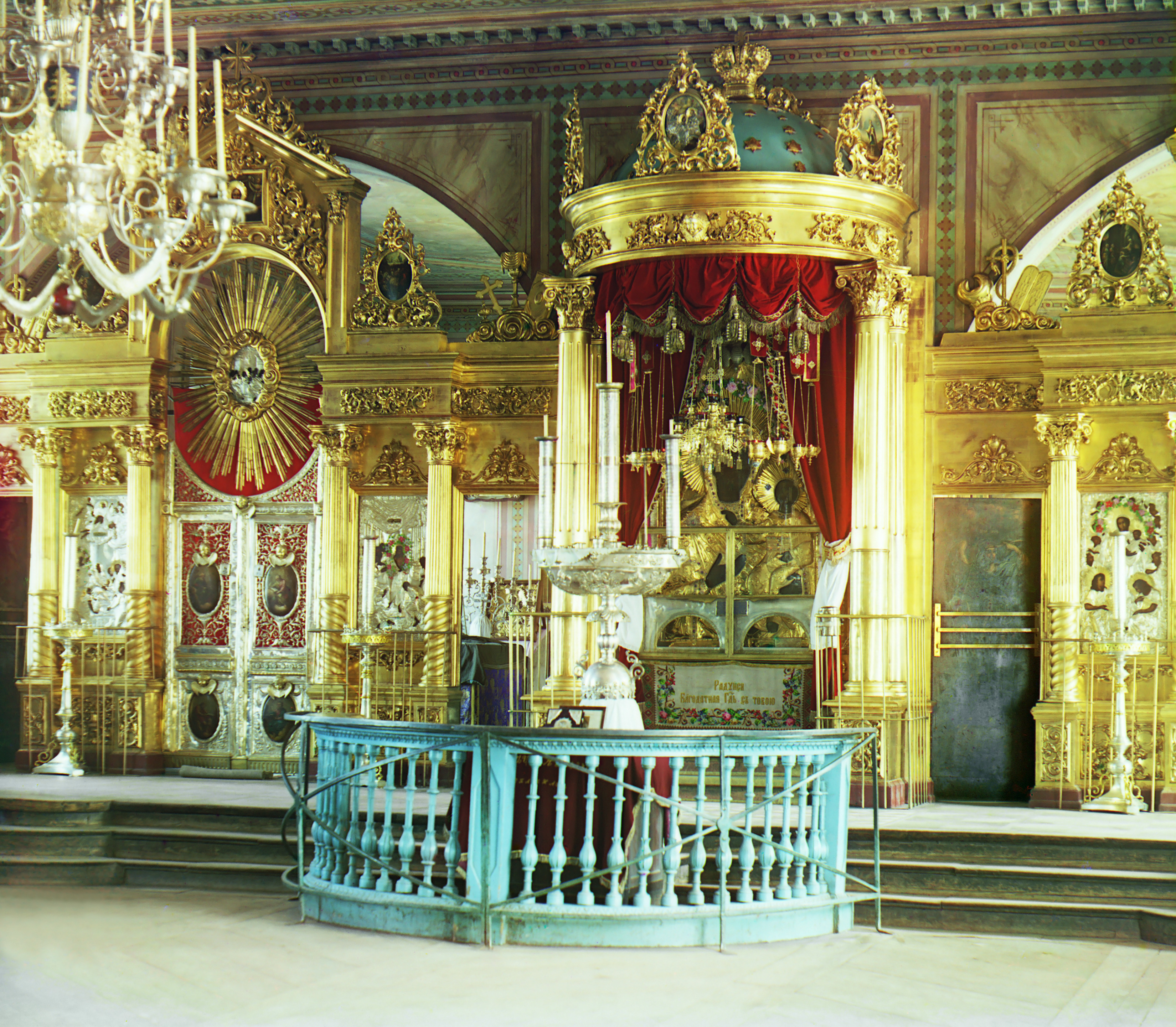
Iconostasio e iconos milagroso en la Iglesia de la Natividad de la Virgen
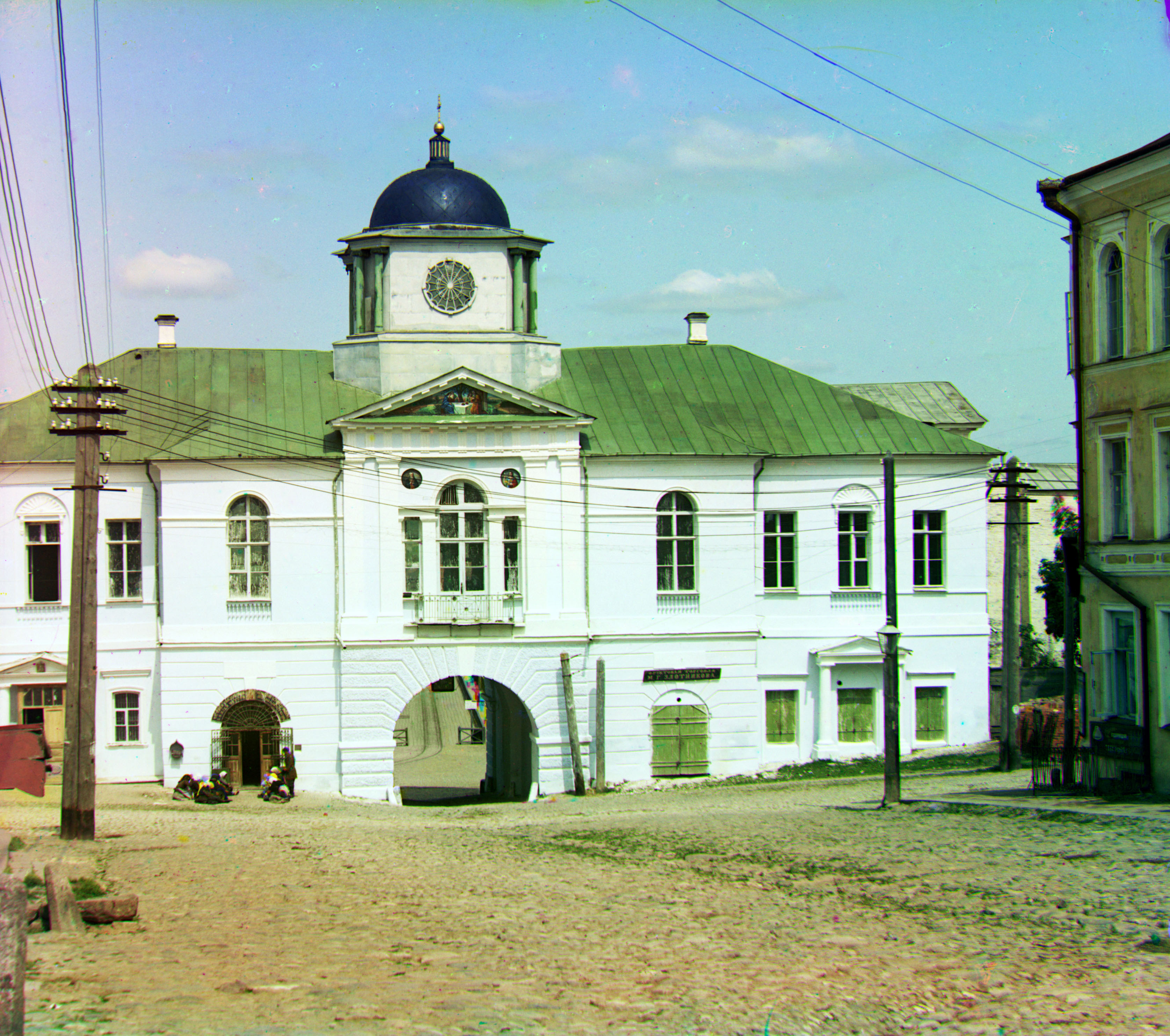
Iglesia de la Madre de Dios
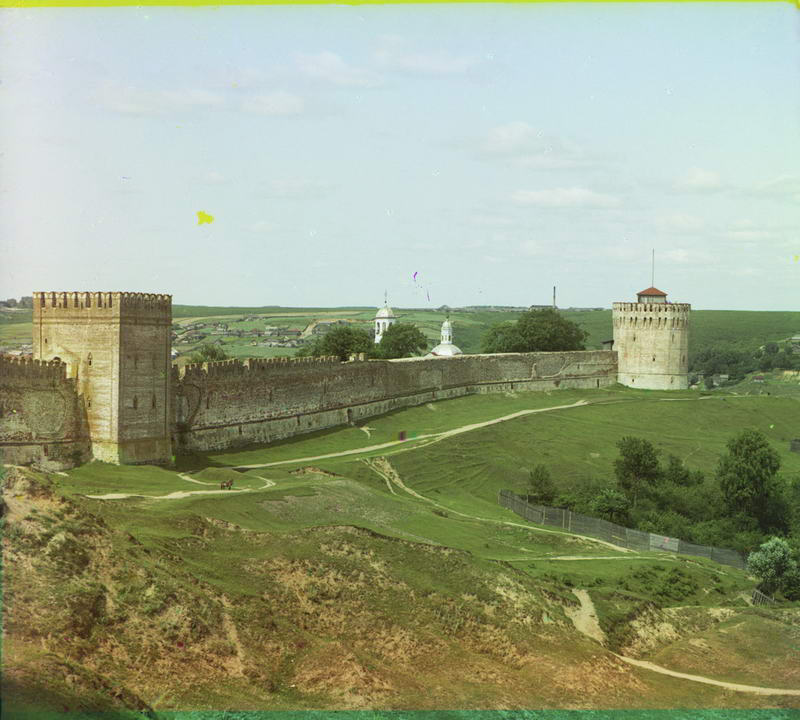
Fortaleza de Smolensko desde la torre Veseluja
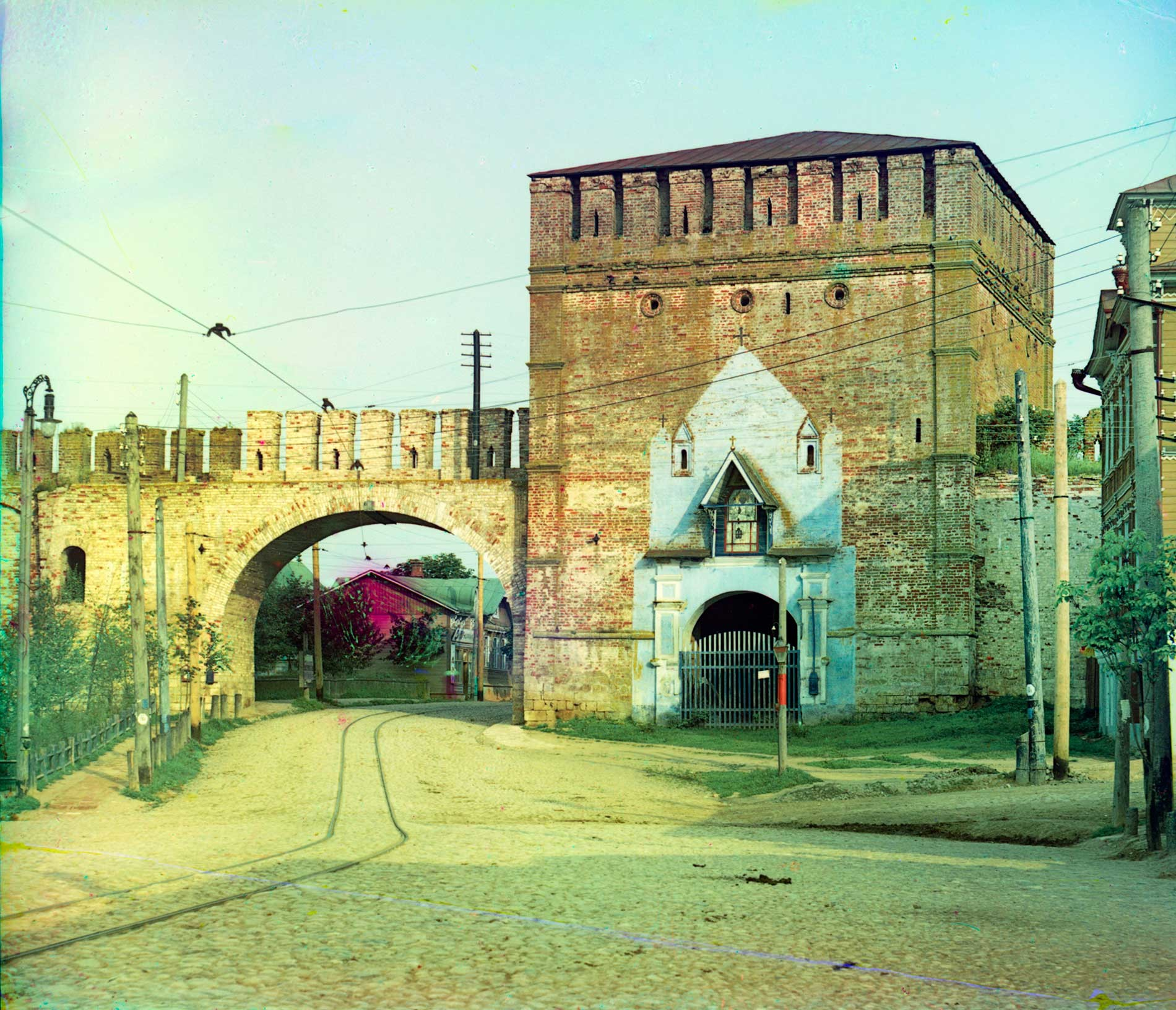
Puerta de San Nicolás
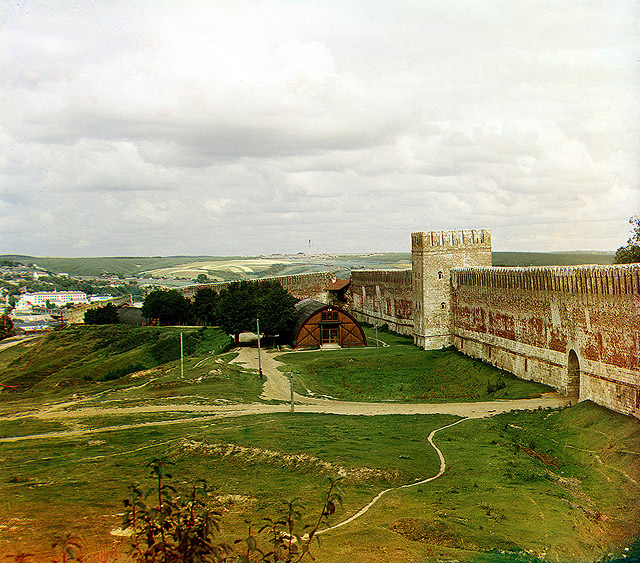
Muros del Kremlin de Smolensk
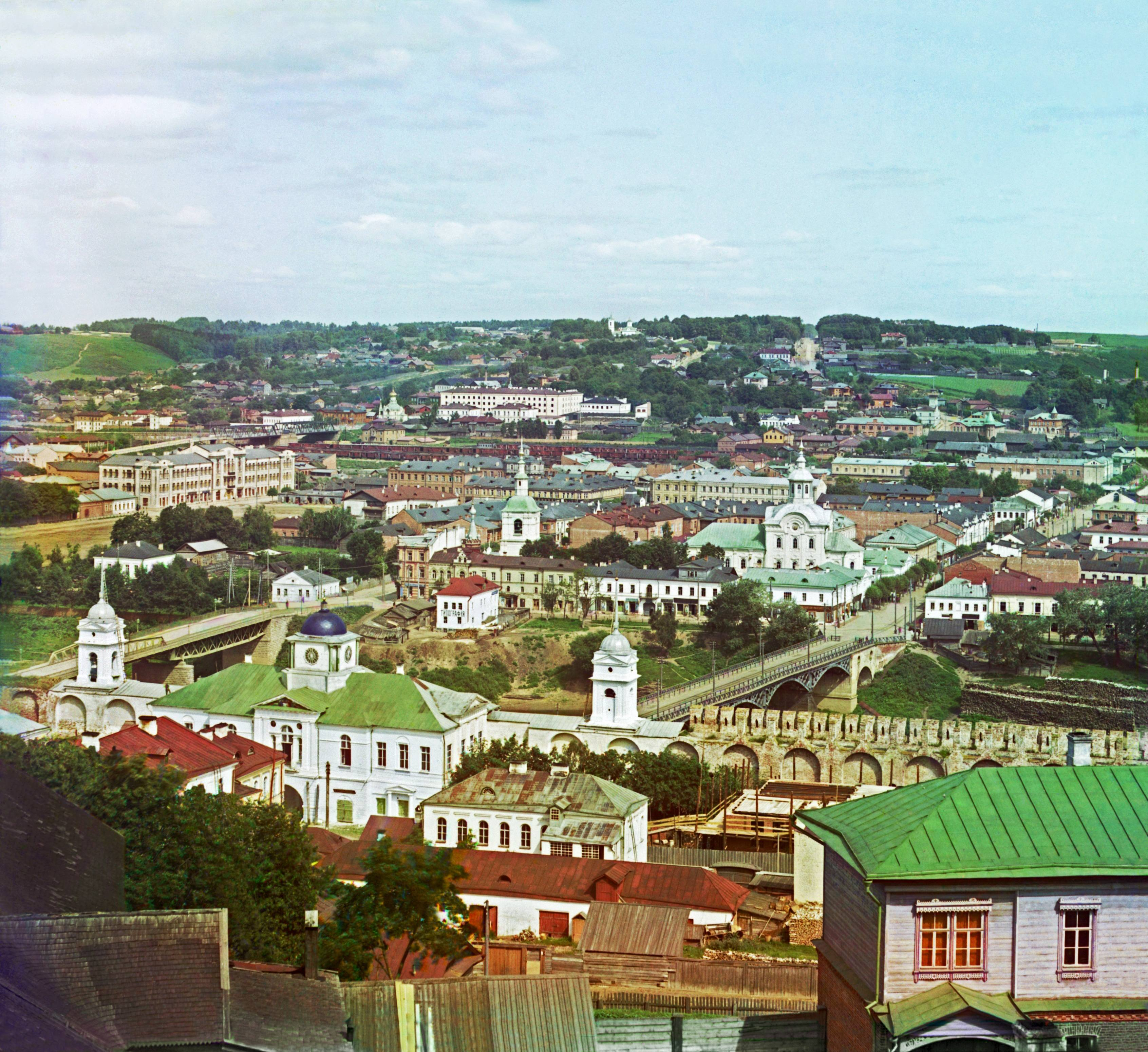
Panorámica de Smolensko

## Smolensko en numismática
Monedas rusas con Smolensko como motivo:

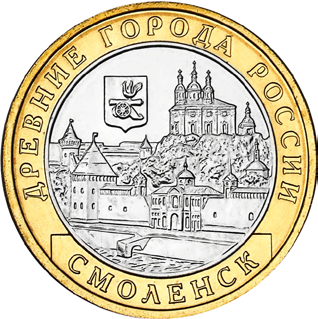
Moneda de 10 rublos (2008) - Moneda conmemorativa de la serie "Antiguas ciudades de Rusia".
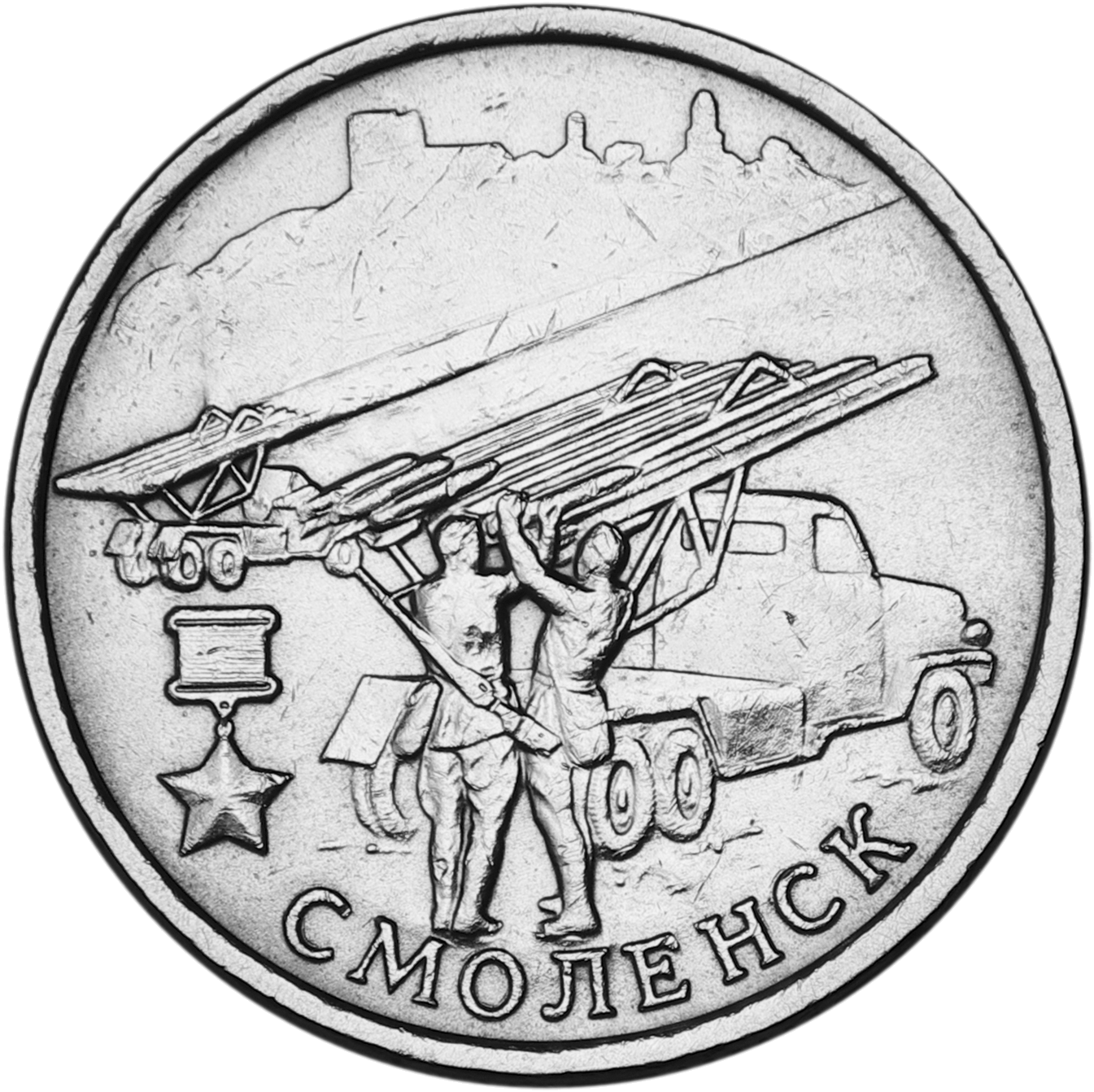
Moneda de 2 rublos (2000) - Moneda conmemorativa de la serie "55 Aniversario de la Victoria en la Gran Guerra Patria de 1941-1945"

## Personas famosas
- Aleksandr Beliáyev (1884–1942), escritor ruso de ciencia ficción
- Évald Iliénkov (1924–1979), filósofo marxista
- Natalia Íshchenko (1986), nadadora rusa
- Eduard Jil, barítono[15]
- Yevgueni Polivánov (1891–1938), lingüista, orientalista y políglota soviético
- Aleksandr Prúdnikov (1989), futbolista ruso
- Borís Vasíliev (1924–2013), escritor, dramaturgo y guionista ruso